# Stazione meteorologica di Cesenatico
La stazione meteorologica di Cesenatico è la stazione meteorologica di riferimento relativa alla località di Cesenatico.

## Coordinate geografiche
La stazione meteorologica si trova nell'Italia nord-orientale, in Emilia-Romagna, in provincia di Forlì-Cesena, nel comune di Cesenatico, a 4 metri s.l.m. e alle coordinate geografiche 44°12′N 12°20′E.

## Dati climatologici
In base alla media trentennale di riferimento 1961-1990, la temperatura media del mese più freddo, gennaio, si attesta a +2,9 °C; quella dei mesi più caldi, luglio e agosto, è di +22,7 °C .
| Cesenatico         | Mesi | Mesi | Mesi | Mesi | Mesi | Mesi | Mesi | Mesi | Mesi | Mesi | Mesi | Mesi | Stagioni | Stagioni | Stagioni | Stagioni | Anno |
| Cesenatico         | Gen  | Feb  | Mar  | Apr  | Mag  | Giu  | Lug  | Ago  | Set  | Ott  | Nov  | Dic  | Inv      | Pri      | Est      | Aut      | Anno |
| ------------------ | ---- | ---- | ---- | ---- | ---- | ---- | ---- | ---- | ---- | ---- | ---- | ---- | -------- | -------- | -------- | -------- | ---- |
| T. max. media (°C) | 6,9  | 8,9  | 12,6 | 17,4 | 21,9 | 26,4 | 29,0 | 29,1 | 25,6 | 19,8 | 13,5 | 8,9  | 8,2      | 17,3     | 28,2     | 19,6     | 18,3 |
| T. min. media (°C) | −1,2 | −0,4 | 2,9  | 7,1  | 10,6 | 14,8 | 16,5 | 16,2 | 13,4 | 9,5  | 5,2  | 1,1  | −0,2     | 6,9      | 15,8     | 9,4      | 8,0  |